# Озеро (памятник природы, Полтавская область)
Озеро — комплексный памятник природы местного значения на Украине. Расположен в пределах Гребенковского района Полтавской области. Находится в 1 километре к востоку от села Березовка.
Площадь составляет 5,5 га. Создан по решению Полтавского областного совета от 7 декабря 2011 года. Находится на территории Березовской сельского совета.
Памятник природы был образован на месте степного озера с нестабильным гидрорежимом, где сформировалась и сохранилась экосистема с околоводными видами флоры и фауны.